# Chelmsley Wood
Chelmsley Wood är en ort och civil parish i Storbritannien.   Den ligger i distriktet Solihull i grevskapet West Midlands i riksdelen England, i den södra delen av landet, 150 km nordväst om huvudstaden London. Chelmsley Wood ligger 93 meter över havet och antalet invånare är 13 010.
Terrängen runt Chelmsley Wood är platt. Runt Chelmsley Wood är det tätbefolkat, med 819 invånare per kvadratkilometer. Närmaste större samhälle är Birmingham, 10,9 km väster om Chelmsley Wood. Trakten runt Chelmsley Wood består till största delen av jordbruksmark.